# Baruch Szulman

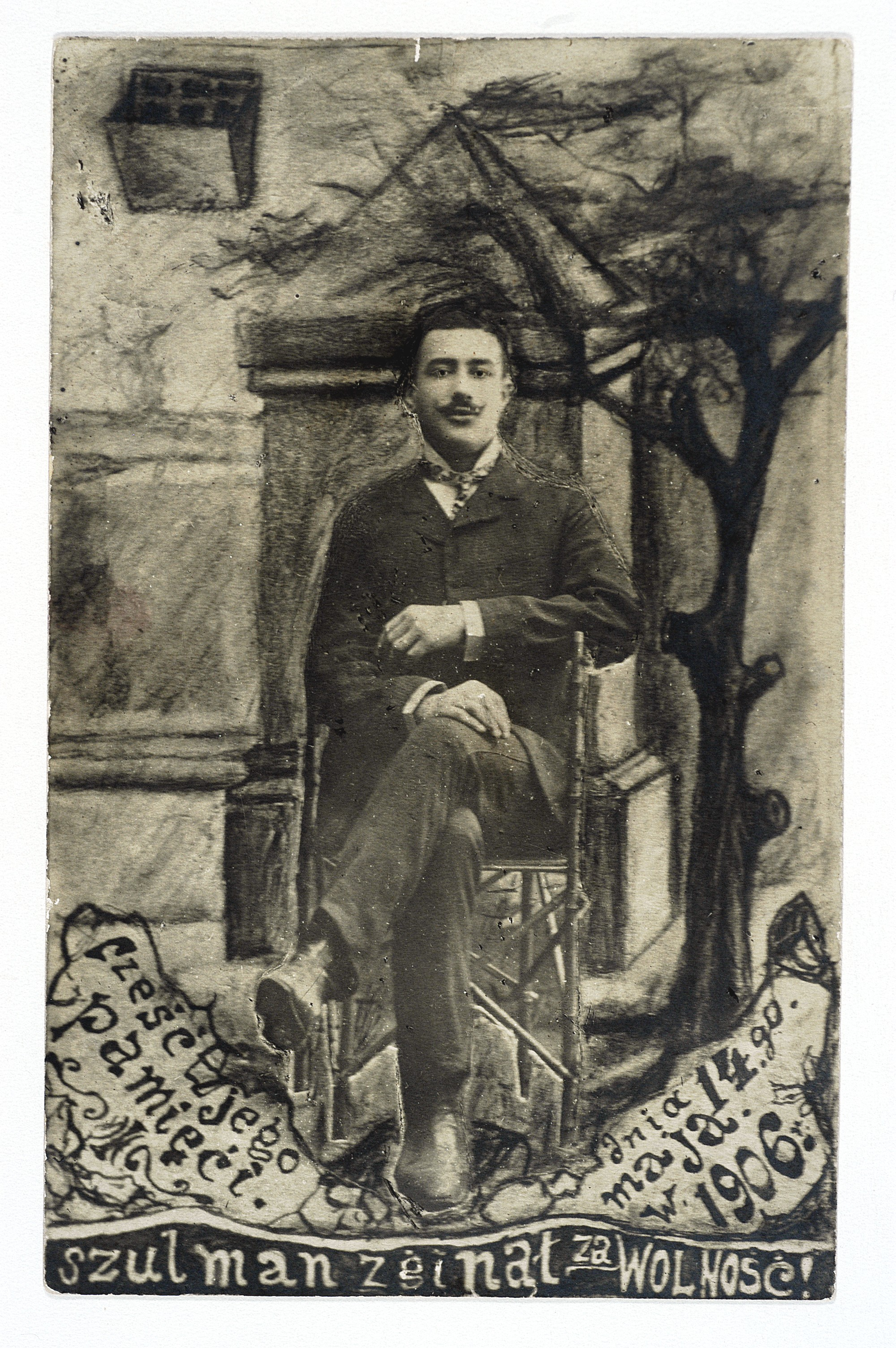
Baruch Szulman, pocztówka z 1906 roku

Baruch Szulman, hebr. Chaim Boruch Szulman (ur. 14 maja 1886 w Warszawie, zm. 14 maja 1906 tamże) – polski działacz robotniczy wyznania mojżeszowego, bojowiec Organizacji Bojowej Polskiej Partii Socjalistycznej. W okresie międzywojennym XX w. symbol wspólnej walki polskich i żydowskich socjalistów o wolność Polski.

## Życiorys
Urodził się w biednej żydowskiej rodzinie rzemieślniczej, jako syn Icka (1850–1912) i Dwojry Rywy (1856–1908) Szulmanów. Szulmanowie zamieszkali na ulicy Towarowej 32 w Warszawie.
W młodym wieku rozpoczął pracę jako malarz pokojowy. W 1904 wstąpił do Polskiej Partii Socjalistycznej, zaś w styczniu 1905 przystąpił do Organizacji Bojowej PPS.
6 września 1905 został aresztowany za nielegalne posiadanie broni i osadzony na trzy miesiące w Cytadeli Warszawskiej. Do protokołu zeznał, że jest „wyznania mojżeszowego, narodowości polskiej i poddaństwa rosyjskiego”. 3 października 1905 został skazany przez Tymczasową Komisję Śledczą na trzy miesiące aresztu policyjnego.
Po uwolnieniu został członkiem żydowskiej „piątki” bojowej Organizacji Bojowej PPS. W jej skład weszli oprócz Szulmana: Adam Szynkman (litograf), Mojżesz Urbach (zegarmistrz), Sonia Mendelson (rękawiczniczka), oraz NN pseudonim „Kasztan”.
14 maja 1906 dokonał na rogu ulic Świętokrzyskiej i Marszałkowskiej udanego zamachu bombowego na prześladowcę robotników, podkomisarza policji carskiej N. Konstantinowa. Podczas ucieczki z miejsca zdarzenia ranił goniącego go żołnierza, mimo to został trafiony pociskami przy ulicy Zielnej. Zmarł w bramie przy ulicy Zielnej 33. Początkowo nie znano jego nazwiska. Zostało ono ujawnione w nekrologu w Robotniku. 
Piosenka o jego czynie, którą przez wiele lat śpiewano i recytowano, obecnie popadła w zapomnienie. Andrzej Jan Niemojewski napisał na jego cześć poemat prozą Baruch. Aby nie dopuścić do manifestacyjnego pogrzebu, policja wykradła jego ciało. Zniszczyła także pomnik ustawiony na jego grobie przez robotników. W okresie międzywojennym liczne ulice w dzielnicach żydowskich polskich miast nosiły imię Barucha Szulmana. W 1927 z inicjatywy PPS została odsłonięta tablica pamiątkowa na jego grobie, na którym równocześnie ustawiono nowy nagrobek w obecnym kształcie. 19 grudnia 1930 pośmiertnie odznaczony Krzyżem Niepodległości z Mieczami.
Jest pochowany na cmentarzu żydowskim przy ulicy Okopowej w Warszawie (kwatera 51, rząd 28).

## Upamiętnienie
Jest patronem ulicy w Żyrardowie.